# John Payne Collier

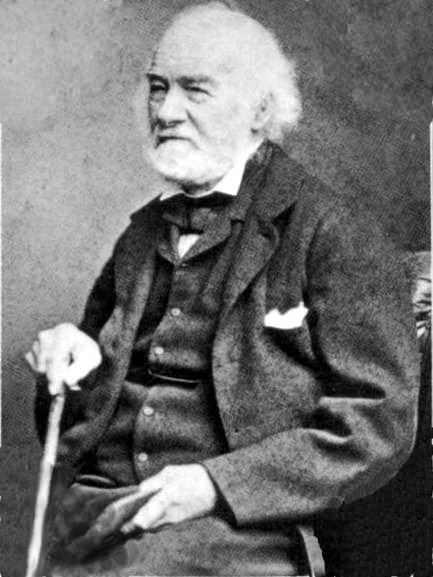
John Payne Collier

John Payne Collier (* 11. Januar 1789 in London; † 17. September 1883 in Maidenhead) war ein englischer Shakespearekritiker. Er ist auch für eine Reihe von Manuskriptfälschungen des berühmten Dramatikers bekannt.

## Reporter und Anwalt
Sein Vater, John Dyer Collier (1762–1825), war ein erfolgreicher Journalist. Seine Verbindungen zur Londoner Presse ermöglichten seinem Sohn eine Position als leitender Redakteur, Kritiker und Reporter am Morning Chronicle; einer Zeitung, die zwischen 1769 und 1862 in London aufgelegt wurde und für die u. a. auch Charles Dickens (ab 1834) schrieb. Dort blieb er bis 1847; für einige Zeit war er auch als Reporter für The Times tätig. Er wurde 1819 vor das Unterhaus zitiert, weil er einen verzerrten Bericht über eine Rede von Joseph Hume geschrieben hatte. Er trat zwar schon 1811 in die Anwaltskammer Middle Temple ein, wurde aber erst 1829 in den Anwaltsstand berufen. Diese Verzögerung war zum Teil auf die Indiskretionen bei der Veröffentlichung seines justizkritischen Buches „Critisism on the Bar“ (1819) unter dem Pseudonym „Amicus Curiae“ zurückzuführen.

## Umstrittener Shakespearegelehrter
In seiner Freizeit beschäftigte er sich mit Shakespeare und dem frühen englischen Drama. Nach einigen kleineren Veröffentlichungen produzierte er 1825–1827 eine Neuauflage von Robert Dodsleys’ „Old Plays“ und 1833 einen Zusatzband mit dem Titel „Five Old Plays“. 1831 erschien sein dreibändiges Werk „History of English Dramatic Poetry to the Time of Shakespeare and Annals of the Stage to the Restoration“, eine schlecht zusammengestellte, aber akzeptable Arbeit. Es verschaffte ihm den Posten eines Bibliothekars bei William Cavendish, 6. Duke of Devonshire und später den Zugang zu den zentralen Sammlungen der frühen englischen Literatur im ganzen Königreich, insbesondere zu den Schätzen von Bridgewater House in Westminster. 1847 wurde er zum Sekretär der Königlichen Kommission für das British Museum berufen, welches drei Jahre später in sein heutiges Domizil ziehen sollte.
Collier nutzte diese Gelegenheiten, um eine Reihe literarischer Erfindungen hervorzubringen. In den folgenden Jahren behauptete er, einige neue Dokumente entdeckt zu haben, die Shakespeares Leben und Arbeit beträfen.
Nachdem Arbeiten wie „New Facts“, „New Particulars“ und „Further Particulars respecting Shakespeare“ erschienen waren und einer Überprüfung, so weit wie möglich, standgehalten hatten, produzierte Collier 1852 das berühmte „Perkins Folio“. Hierzu nutzte er eine Kopie des Second Folio von 1632 (vergl. Shakespeares Folio) und fügte handschriftliche Anmerkungen ein und erfand auch den Namen Perkins, den er auf die Titelseite schrieb. In diesem Buch, so behauptete Collier, befänden sich zahlreiche Manuskriptausgaben Shakespeares aus der Hand eines „alten Lektors“. Er veröffentlichte diese angeblich neu entdeckten Korrekturen 1852 als „Notes and Emendations to the Text of Shakespeare“ („Notizen und Korrekturen zu den Texten Shakespeares“) und nahm sie ein Jahr später kühn in seine nächste Ausgabe Shakespearescher Werke auf.
Die Echtheit wurde sogleich von Samuel Weller Singer (1783–1858) in seiner noch im selben Jahr erschienenen Schrift „The Text of Shakespeare vindicated from the Interpolations and Corruptions advocated by John Payne Collier esq. in his notes and endations“ angezweifelt und ebenso von Andrew Edmund Brae in „Literary Cookery with Reference to Matter Attributed to Coleridge and Shakespeare“ (1855), welcher auch interne Beweise anführt. 1859 wurde der Foliant von seinem Eigentümer, dem Duke of Devonshire, Experten des British Museum übergeben; die angefügten Korrekturen erwiesen sich unbestreitbar als Fälschungen der Neuzeit. Collier wurde 1860 von Nicholas Hamilton in seiner Untersuchung entlarvt.
Der Punkt, ob Collier betrogen habe oder selber getäuscht worden sei, wurde offen gelassen, aber seine unstreitigen Fälschungen im Zusammenhang mit dem Gründer des Dulwich College, dem Schauspieler Edward Alleyn (1566–1626), haben wenig Zweifel gelassen, Ersteres anzunehmen. Er hatte für die Shakespeare Society die Memoiren von Edward Alleyn im Jahr 1841 herausgegeben. Dieser Ausgabe ließ er 1843 die „Alleyn Papers“ und 1845 das „Tagebuch von Philip Henslowe“ folgen.
Als der Verkauf seiner Bibliothek im Jahr 1884 den Zugang zu einer Abschrift ermöglichte, die er vom Tagebuch angefertigt hatte, mit den Einschüben, die den Dulwich-Fälschungen entsprechen, wurde bestätigt, dass er den Namen Shakespeares in einen echten Brief in Dulwich interpolierte; ebenso konnten die falschen Einträge in Alleyns Tagebuch als aus Colliers Feder stammend bestätigt werden.
Seitdem kann keine Aussage und kein von Collier bearbeitetes Manuskript ohne Verifizierung hingenommen werden, allerdings hat er für die Shakepeareforschung auch viel nützliche Arbeit geleistet:
Er stellte 1865 einen wertvollen „Bibliographischen und kritischen Bericht der seltensten Bücher in englischer Sprache“ („Bibliographical and Critical Account of the Rarest Books in the English Language“) zusammen; er druckte eine große Anzahl von frühen englischen Traktaten von extremer Seltenheit nach und leistete guten Dienst für die zahlreichen Antiquariatsgesellschaften, mit denen er verbunden war; insbesondere in den Ausgaben, die er für die Camden Society und die Percy Society produzierte.
Sein „Old Man’s Diary“ („Tagebuch eines alten Mannes“), welches er 1871–72 schrieb, ist ein aufschlussreiches Dokument, obwohl auch hier der Makel der gewollten Ungenauigkeit nicht fehlt. So ist letztlich das, was Collier als (entlarvte) Fälschungen in die Welt gesetzt hat, der Nachwelt eher in Erinnerung geblieben, als seine durchaus respektablen und nicht zu beanstandenden Veröffentlichungen. Er starb am 17. September 1883 in Maidenhead, wo er auch lange wohnte.

## Moderne Sichtweisen
Im späten 20. Jahrhundert versuchten einige Wissenschaftler eine Neubewertung Colliers, welche ihn auch von dem Vorwurf der Fälschung entlasten sollte. Hier war Dewey Ganzel (1927–2011), emeritierter Professor für englische Literatur am Oberlin College, eine treibende Kraft. In seiner 1982 veröffentlichten Studie Fortune and Men’s Eyes. beschreibt er, dass Colliers Ankläger, angeführt von Frederic Madden, weitgehend von Neid und Klassendünkel geleitet waren; sie waren Dilettanten in einer gesellschaftlich höheren Klasse, entschlossen, einen niederklassigen, aber entschlossen und hart arbeitenden sowie talentierten Streber herunterzumachen. Was für Collier sprach, war die Tatsache, dass eben nicht alle Anschuldigungen einer kritischen Betrachtung standhielten. So behauptete der amerikanische Psychiater Samuel A. Tannenbaum, dass Collier alle Einträge des Master of the Revels gefälscht habe, ein Vorwurf, der weit über die tatsächlich getätigten Vergehen hinaus schoss.
In der wissenschaftlichen Meinung jedoch gilt Colliers Schuld weiterhin als belegt. Samuel Schoenbaum erwähnt in der Debatte über Colliers Fall einen erdrückenden Hinweis, den Ganzel in seiner Abhandlung unterschlug. 1875, im hohen Alter, mehr als 30 Jahre nach Veröffentlichung des Perkins Folios, behauptete Collier in einem Brief, im Besitz einer Sammlung „voller kurzer Anmerkungen und Notizen John Miltons; 1500 davon“ zu sein. („full of Milton’s brief notes and references; 1500 of them.“). Zu dieser Zeit war Colliers Ruf bereits angeschlagen, sodass er keine weitere Fälschung mehr herausgeben konnte. Während die „Miltonsammlung“ tatsächlich existiert (in der New York Public Library), sind die handschriftlichen Anmerkungen jedoch nicht von Milton.
Eine zweibändige Studie von Arthur Freeman und Janet Ing Freeman, die 2004 veröffentlicht wurde, unterzog die Beweise eine erneuten Überprüfung und kommt erneut zu dem Schluss, dass Collier ein Fälscher war.
Hierauf erwiderte Ganzel: „Er [Arthur Freeman] nimmt Colliers Schuld an und das führt dazu, dass er Colliers Arbeit in der Erwartung eines Betrugs begegnet [...] Meine Studie ergab, was der unwiderlegbare Beweis dafür war, dass er Opfer einer Verschwörung war, an der Frederick Madden beteiligt war [...] Freeman beginnt mit einem Verbrecher, ich habe versucht, mit einem Menschen [„man“] zu enden. Freeman sagt, indem man das Urteil über Colliers Schuld aufhebe, verschenke man die Möglichkeit, ihn überhaupt zu verstehen. Diese Verwirrung führt lediglich zu einer Art Erklärung der Ereignisse, die er beschreibt und das ist für mich nicht sehr befriedigend. Der Punkt ist doch, dass die Verbrechen nicht 'bewiesen' sind, sondern die Täter sind es.“
Schönbaum verwies auf ein offensichtliches Geständnis in Colliers Tagebuch. In den letzten Jahren seines langen Lebens drückte Collier Momente der Reue in seinem Tagebuch aus. Am 19. Februar 1881 schrieb er:

„I have done many base things in my time—some that I knew to be base at the moment, and many that I deeply regretted afterwards and up to this very day.“

„Ich habe in meiner Zeit viele unehrenhafte Dinge getan, von denen ich [bereits] zum Zeitpunkt der Tat wusste, dass sie unehrenhaft sind, und viele, die ich danach und bis zum heutigen Tage zutiefst bedauert habe.“

Und am 14. Mai 1882:

„I am bitterly sad and most sincerely grieved that in every way I am such a despicable offender[.] I am ashamed of almost every act of my life...My repentance is bitter and sincere[.]“

„Ich bin bitter traurig und aufrichtig betrübt darüber, dass ich in jeder Hinsicht ein so verabscheuungswürdiger Straftäter bin. [...] Ich schäme mich für fast jeden Akt meines Lebens. Meine Reue ist bitter und aufrichtig.“

Frank Kermode fügte hinzu, dass Colliers „Reue wesentlich hilfreicher wäre, wenn er seine Fälschungen und Falsifikate benannt hätte.“
Jedoch verfügt Collier weiterhin über Fürsprecher. Ganzel führt Colliers, wie er schreibt „Bekenntnis“, in seinem Tagebuch auf die Tatsache zurück, dass jener bestimmte christliche Glaubenssätze nicht akzeptiert habe. Ein Artikel unter dem Namen „To forge or not to forge?“ vom Ururenkel Colliers, Richard J. Westall, veröffentlicht im März 2010 in der genealogischen Zeitschrift Family History Monthly, fasst die Beweise und Zitate in einer Nachricht, die Collier kurz vor seinem Tode an seine Tochter sandte zusammen: „I have written much in verse and prose, but can confidently say that I never produced a line, either in verse or prose that was calculated to be injurious either to morality or religion“ („Ich habe viel in Versen und Prosa geschrieben, kann aber getrost sagen, dass ich nie eine Zeile verfasst habe, weder in Versen noch in Prosa, die als moralisch oder religiös verletzend betrachtet wurde“). Westall zitiert einen Brief von Arthur Freeman an ihn, worin dieser angibt, dass das Autorenpaar nie von einer Schuld Colliers ausgegangen sei, bevor es die Beweise gesichtet hatte. Westall merkt an, dass dies mit der Aussage im Werk der Freemans kollidiere, in welcher sie jene verunglimpfen, die „edelmütig“ die Verurteilung Colliers aufhoben und dass dieser Umgang verhindere, seinen Vorfahren in seiner Gesamtheit zu verstehen („... forfeits the opportunity to explain him at all.“).